# Verzoeking van de heilige Antonius (Utrecht)
De verzoeking van de heilige Antonius is een schilderij van een navolger van de Zuid-Nederlandse schilder Jheronimus Bosch in het Centraal Museum in Utrecht.

## Voorstelling
Het stelt de heilige Antonius voor, die zich, volgens een legende, als kluizenaar in de Egyptische woestijn terugtrok, waar hij door de duivel op de proef werd gesteld. De schilder beeldt dit vrij letterlijk uit. Boze geesten proberen de heilige met geld en goud te verleiden, terwijl links een als non geklede koppelaarster hem een jong meisje aanbiedt. Antonius zit echter stoïcijns in een uitgeholde boom met een bijbel op zijn schoot en zijn attribuut, het varken, aan zijn voeten.

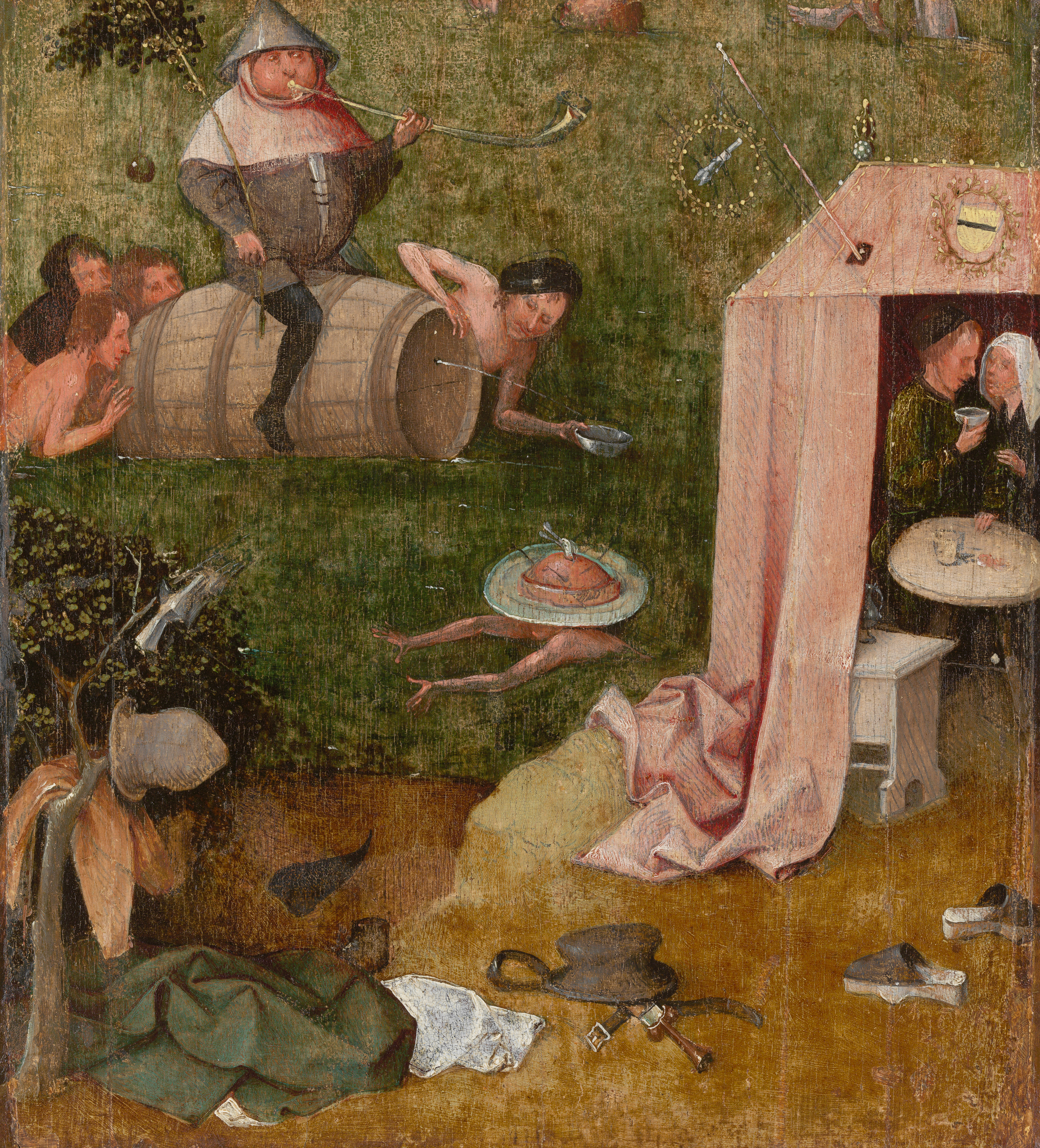
Jheronimus Bosch. Allegorie op de gulzigheid. Ca. 1494-1516. New Haven, Yale University Art Gallery.

Boven in de boom bevindt zich een minnetent, die ook voorkomt op Bosch' Allegorie op de gulzigheid. Hierin bevindt zich een meretrix-duivelin, te herkennen aan haar hoofddeksel dat aan beide zijden in een punt omhoog steekt. Links van haar staat een witte jachthond op zijn achterpoten als symbool van onkuisheid. Rechts van de meretrix-duivelin een staande monnik met een luit en een zittende monnik met een fluit. Deze symboliseren de geslachtsdelen. Achter de tafel zit een padachtige duivel die een schaal omhooghoudt. De pad was in de late Middeleeuwen het symbool van het kwaad. Middenvoor zit een klein duiveltje met horens, kleine armpjes en varkenspoten. Met een lange tak lijkt hij het achterste van het varken van Antonius te kwellen. Voor het varken staat een gouden put met muntstukken. Rechtsvoor houdt een oude man een gouden bal omhoog.
Op de achtergrond is de ommuurde priorij van Antonius te zien. Uit de poort komen twee dieven gelopen. De priorij zelf staat in brand. Op de nok probeert een monnik de brand te blussen. Beneden staan twee monniken, één met een ladder en een met zijn handen in de lucht. Aan beide zijden van de muur daarvoor zijn twee andere dieven in de weer met witte balen. Links van hen staat onder het gemak een man in het water te poepen. In het water drijven witte balen en gebakerde baby's. De symbolische betekenis hiervan is onbekend. Uiterst links loopt een dief met een witte baal weg.
Hoog in de lucht vliegt een monster dat bereden wordt door een demon met een lange staart en een lange snavel. In zijn linkerhand houdt hij een vuurpot omhoog. Deze demon moet de priorij in brand hebben gestoken. Het monster waarop hij vliegt heeft de kop van een geit en het lichaam van een vis.

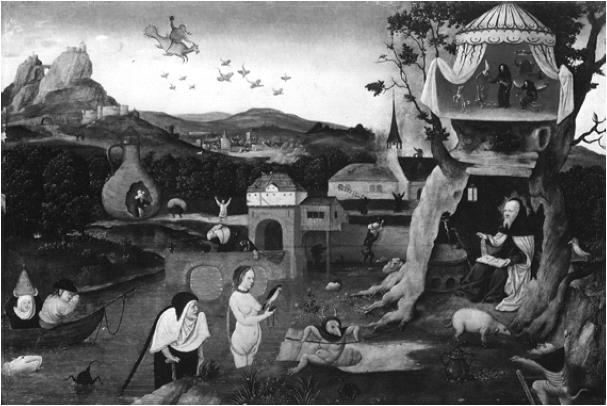
Navolger van Jheronimus Bosch. De verzoeking van de heilige Antonius. Ca. 1525. Stuttgart, Staatsgalerie Stuttgart.

## Variant
In de Staatsgalerie Stuttgart bevindt zich een vergelijkbare Verzoeking van de heilige Antonius. Deze variant is groter en heeft een horizontaal formaat. Men houdt er rekening mee dat beide schilderijen teruggaan op een verloren gegaan origineel, al dan niet van Jheronimus Bosch. De schilder van het exemplaar in Stuttgart heeft dit eventuele origineel in dat geval wel beter begrepen; zo heeft deze schilder het meisje links naakt afgebeeld, zoals het geval is op de meeste werken met dit onderwerp, die in de trant van Bosch zijn geschilderd.

## Datering en toeschrijving
Dat het werk een kopie is, blijkt ook uit de ondertekening, die mogelijk met behulp van een traceerkarton tot stand is gekomen. Daarnaast sluit het werk stilistisch aan bij andere schilderijen van de Verzoeking van de heilige Antonius uit de eerste helft van de 16e eeuw (bijvoorbeeld de Verzoeking van de heilige Antonius in Berlijn en Verzoeking van de heilige Antonius in Ottawa). Uit dendrochronologisch onderzoek is gebleken dat het paneel op zijn vroegst al omstreeks 1450 beschilderd kan zijn. Het gaat hier echter om een klein paneel, zodat de kans aanwezig is dat deze uit de kern van de boom afkomstig is en er meer jaarringen ontbreken dan de gebruikelijke 9 tot 15 ringen spinthout.

## Herkomst
Het schilderij heeft een ongebruikelijke herkomstgeschiedenis. Het werd in 1830 in de grond gevonden tijdens het afgraven van een van de stadswallen van Utrecht. Hoe het daar terechtkwam is onbekend. Mogelijk hing het oorspronkelijk in een openbare ruimte – bijvoorbeeld een klooster of een kerk – en werd het door iemand begraven om niet vernield te worden in de beeldenstorm. Aan de rand van de stad Utrecht bevonden zich namelijk verschillende kloosters. Nog hetzelfde jaar werd het gekocht door de gemeente Utrecht, waarna het terechtkwam in de verzameling van het Centraal Museum.